# Tomasz Marczyński
Tomasz Krzysztof Marczyński (nascido em 6 de março de 1984) é um ciclista de estrada profissional polonês, atual membro da equipe Torku Şekerspor, depois de ter competido por duas temporadas na extinta equipe Vacansoleil-DCM Pro Cycling. Em 2011, ele venceu o Campeonato da Polônia de Contrarrelógio e o Campeonato da Polônia em Estrada, tornando-se o melhor ciclista daquele país. Obteve a 83º posição na estrada individual nos Jogos Olímpicos de Verão de 2008, corrida que foi disputada na cidade de Pequim, na China.